# Cosmosquare (metropolitana di Osaka)
Cosmosquare (コスモスクエア駅?, Kosumosukuea-eki) è una stazione della metropolitana di Osaka situata nell'area ovest della città. È il capolinea ovest della linea Chūō e quello nord del people mover Nankō Port Town.

## Linee

### Metropolitana di Osaka
- Linea Chūō (Numero di stazione: C10)
- Linea Nankō Port Town (Numero di stazione: P09)

## Storia
- La stazione è stata aperta al traffico ferroviario il 18 dicembre 1997 sulla linea Techno Port Line del sistema di trasporto portuale di Osaka.
- Il 1º luglio 2005, l'ufficio municipale dei trasporti di Osaka ha assunto la gestione della stazione; Metropolitana di Osaka subentrerà alla gestione della stazione il 1 aprile 2018.
- Un mini acquario è stato installato sulla piattaforma della metropolitana in una sola volta. A causa degli eccessivi costi di manutenzione e dei relativamente pochi utenti della stazione, è stato rimosso.
- Sulla stazione è stata utilizzata una diversa melodia di avvicinamento al treno , con un suono simile a quello di un'onda oceanica. Il 27 marzo 2007, la melodia è stata cambiata con la melodia standard di approccio utilizzata sulla metropolitana.

## Layout
| 1F  | Livello della strada                                            | Uscita/Entrata                                                                    |
| B1F | Soppalco                                                        | Passeggeri a senso unico, macchine per biglietti/ICOCA/PiTaPa, agente di stazione |
| B2F | Piattaforma 3                                                   | ← Linea Nankō Port Town verso Suminoekōen (Trade Center-mae)                      |
| B2F | Banchina ferroviaria, le porte si apriranno a sinistra/a destra |                                                                                   |
| B2F | Piattaforma 4                                                   | ← Linea Nankō Port Town verso Suminoekōen (Trade Center-mae)                      |
| B3F | Piattaforma 1                                                   | → Linea Chūō verso Nagata (Ōsakakō) →                                             |
| B3F | Banchina ferroviaria, le porte si apriranno sulla sinistra      |                                                                                   |
| B3F | Piattaforma 2                                                   | ← Linea Chūō verso Yumeshima                                                      |

## Stazioni accanto a Cosmosquare
| «                           | Metropolitana di Osaka | »                      |
| Linea Chūō (C10)            | Linea Chūō (C10)       | Linea Chūō (C10)       |
| --------------------------- | ---------------------- | ---------------------- |
| Yumeshima (C09)             | -                      | Ōsakakō (C11)          |
| Linea Nankō Port Town (P09) |                        |                        |
| Capolinea                   | -                      | Trade Center-mae (P10) |